# Ndèye Fatou Soumah
Ndèye Fatou Soumah (sinh ngày 6 tháng 4 năm 1986 tại Saint-Louis, Sénégal) là một vận động viên chạy nước rút của phụ nữ Sénégal.  Tại Thế vận hội Mùa hè 2012, cô đã thi đấu ở nội dung 200 mét nữ nhưng đã bị loại ngay từ vòng đầu tiên.